# 日本セールスソリューションパートナー協会
一般社団法人日本セールスソリューションパートナー協会（にほんセールスソリューションパートナーきょうかい、略称：SSPJ）は、営業代行や営業コンサルティングを行う企業を会員とする業界団体。2012年1月24日に設立。同年8月1日に社団法人から一般社団法人へ移行した。

## 概要
会長は、会員第1号である株式会社コンフィデンスの代表取締役社長の是永英治が務める。
また、協会の所在地は株式会社コンフィデンスと同一であり、是永英治（コンフィデンス）が中心になって設立したと思われる。

## 沿革
- 2012年1月24日

法人設立。アットビジネスセンター大手町（東京都千代田区大手町）にて、設立総会が開催される。
- 2012年8月1日

一般社団法人となる。